# 艾维·图西曼
艾維·圖西曼（英語：Avi Tuschman，1979年11月17日—）是美國進化人類學家，政治心理學家，政治顧問，演講家，同時也是一名作家。他於2003出版的《我們的政治特性》（Our Political Natue）一書首次全面地提出關於人類政治取向進化的理論，將人類顯著的一些性格特點與適者生存理論的量化數據聯繫起來。 藍燈書屋在其最新政治科學規則課程的教材采用書目中也推薦了此書，並受到了政治思想家法蘭西斯·福山、傑羅爾德·波斯特以及莫伊塞斯·纳伊姆的高度贊揚。 About.com 將《我們的政治天性：讓我們產生分歧的進化根源》列為 2013 年度五本最佳進化類書籍之一。  圖西曼的研究受到了十七個不同國家媒體的廣泛報導，包括《紐約時報》、《經濟學人》、《美國大西洋月刊》、《彭博商業周刊》、《英語沙龍》、《福布斯》，MSNBC（微軟全國有線廣播電視公司）、西班牙《國家報》、《哥倫比亞時報》、中國中央電視台、以色列財經新聞網站TheMarker、以及巴西的《觀察周刊》。

## 早期與教育
1979年11月17日，圖西曼出生在加利福尼亞州的斯坦福市。他的父親馬克·圖西曼是一名攝影師，母親亞娜.圖西曼則是一位藝術家。圖西曼在加利福尼亞的門羅學校上完高中。 之後拿到美國總統獎學金被史丹佛大學錄取。在校期間還獲得了羅伯特·金優秀人文與藝術創造獎章以及羅伯特·巴亞德.特斯特人類科學創造獎 。2002年大學畢業後，艾維圖西曼移居秘魯，開始了人生的第一份工作。然而2004年他又回到斯坦福大學繼續攻讀進化人類學博士學位。

## 職業
在秘魯期間，圖西曼在一家政治風險咨詢公司擔任運營主任，該公司主要為秘魯的一些主要外國投資企業提供服務。秘魯光榮之路政黨發動內亂時圖西曼正在衝突發生區域工作，這次的經歷使他看到了極端主義意識形態，正是這種意識形態激發了他對人類政治傾向的興趣。在秘魯期間，圖西曼還為秘魯第一夫人埃莉亚内·卡尔普工作，主要解決一些土著民族問題，這也使他成為了秘魯政府最年輕的政治顧問。
 之後圖西曼又受雇於秘魯總統亞歷杭德羅·托萊多（秘魯，2001-2006），作為高級專用撰稿人以及顧問。 2009年，圖西曼與18位前國家元首共同起草關於民主執政的區域政治議程，聯合國秘書長潘基文對此議程提出高度贊揚，並稱這是史無前例的。

### 《我們的政治天性》
圖西曼的《我們的政治天性：讓我們產生分歧的進化根源》（2013年，由普羅米修斯／蘭登書屋出版），是第一本綜合地提出人類政治取向進化理論的書籍，它將群體中個性特點的分布於適者生存的量化數據結合起來。同時該書也是第一次講述了在世界所有國家中都存在的政治左右派光譜的歷史發展進程。
《我們的政治天性》 一書提出，人類的政治取向是一種進化適應，它源自三個顯著的群體性格特點。 這三個特點分別是分別是部落主義，對不平等的容忍，以及對人類本性的覺察。為了證明這一觀點，該書概述綜合了政治科學，基因學，中立科學，靈長類動物學等不同領域的研究，囊括了包括冰島，丹麥，土耳其以及世界人口的進化適者生存的數據。同時該書也為經濟壓力總是導致政治分歧的擴大這一現象提供了心理學上的解釋。在接受《福布斯》雜誌以及《喬治敦公共政策評論》雜誌的采訪時，圖西曼提到這本書還為民意測驗提供了新的方法。他說道，: 「當今世界，公眾意見越來越重要，即使是在一些現在相對較不民主的國家，集體的態度對國家領導人的影響也越來越大。因此對於政治分析家來說，準確地測量並預測這一力量也就更加重要。"
一些作家和政治科學家也注意到，這本書對當今全球政治衝突也有明顯的啟示。正如《赫芬頓郵報》的大衛.米勒所說，圖西曼的書直接指出了再蘇格蘭獨立公投中參與的一些政治勢力。 美國國家公共廣播電臺則稱這本書是對財富與政治取向息息相關的這一神話的挑戰。 而《紐約本地人》則發現，在2013年美國聯邦政府關門事件背景下，這本書的內容引人深思。
《我們的政治天性》受到美國刊物的廣泛點評。這些評論普遍認同該書是一本基於詳盡研究上的野心勃勃又打破常規的書籍。《華盛頓月刊》對此書高度評價：「關注政治科學新動向的觀察人士期待已久的一項壯舉，它解釋了自由派和保守派之間心理學上、生物學上、以及基因學上的差別，以及當受到在這個相當危險的星球上生存繁衍的壓力時，二者在配偶選擇和資源重置兩個問題上采取的不同策略。」 《政治科學季刊》‘’則在報導中稱這本書：「在其所研究的領域中做出了獨特而重大的貢獻。」 而《美洲季刊》將《我們的政治天性》一書列為北半球最好的政治、經濟及商業書籍之一。
《我們的政治天性》在16個其它過下也引起了媒體的關注，其中 包括阿根廷， 巴西，  加拿大， 中國，哥倫比亞，塞浦路斯， 厄瓜多爾， 法國，希臘，印度， 伊拉克， 以色列，秘魯，西班牙，瑞典， 以及英國。

### 其它著作
圖西曼在人類政治取向這一話題上寫到並提到許多的觀點，包括為什麽這一取向在人的一生中會發生轉變； 為什麽性別不平等在歷史進程中會產生變化； 經濟學和人口學會怎樣影響政治光譜； 政治取向的遺傳怎樣確定的；家中排行會對人的政治態度產生怎樣的影響； 美國的選型交配又會怎樣作用於政治兩極分化。 此外，他還對歷史的進化方式提出了自己的看法。

### 公開演講
圖西曼是一名受歡迎的演講者，曾在多個學府以及多邊機構，包括史丹佛大學， 喬治城大學， 莎拉勞倫斯學院，美洲開發銀行， 以及美洲國家組織舉辦公開演講。

## 外部連結
- 《我們的政治天性：讓我們產生分歧的進化根源》 （页面存档备份，存于）